# Kurzflügler
Die Kurzflügler (Staphylinidae) sind eine Familie der Käfer und mit derzeit über 64.000 beschriebenen Arten in rund 3200 Gattungen eine der größten Familien überhaupt, mit Sicherheit ist aber eine große Zahl Arten bisher noch nicht beschrieben. Gruppiert werden sie in bis zu 31 Unterfamilien. In Mitteleuropa gibt es etwa 2000 Arten, davon in Deutschland rund 1554 Arten.

## Körperbau und Aussehen
Die meisten Kurzflügler besitzen wegen des flexiblen gestreckten Körpers mit verkürzten Flügeldecken (Elytren) und einem dadurch mehr oder weniger ungeschützten Hinterleib eine für Käfer ausgesprochen untypische Erscheinung. Es sind im Allgemeinen kleine Käfer (2–8 mm), mit einigen Arten, die kleiner (etwa 0,5 mm) oder größer (bis zu 40–50 mm) sind.
Der Körperbau ist langgestreckt mit meist parallelen Seitenrändern, selten kurz und breit. Die Färbung ist meist unauffällig schwarz oder braun, gelegentlich auch metallisch blau bis blauviolett (Paederus, Philonthus), oft bunt gezeichnet (Oxyporus, Tachyporus); einige Arten sind stark behaart. Die starren Vorderflügel (Elytren) sind sehr kurz und lassen den größten Teil (etwa zwei Drittel) des Hinterleibes unbedeckt. Dies verleiht den meist im Verborgenen lebenden Kurzflüglern, trotz Panzerung, eine für Käfer ungewöhnliche Beweglichkeit und sie können so kleinste Hohlräume und andere kryptische Mikrohabitate bevölkern, die für viele andere Tiere unzugänglich sind. Die meisten Arten sind gute Flieger; einige schwärmen in warmen Abendstunden.
Trotz der kurzen Deckflügel ist das häutige Hinterflügelpaar meist groß und gut entwickelt und muss deshalb auf komplizierte Weise in die Ruhestellung gefaltet werden, um unter die Deckflügel zu passen.
Das Entfalten der Flügel geht sehr rasch, obgleich dazu die Beine eingesetzt und kammartige Gebilde am letzten Hinterleibsring über die Flügelunterseite gezogen werden müssen.

## Lebensweise und Verhalten
Viele kleinere Arten sind tagaktiv, die größeren sind gewöhnlich nur in der Nacht auf Nahrungssuche. Staphyliniden treten in praktisch allen nicht zu trockenen terrestrischen Lebensräumen auf, und in vielen Ökosystemen sind sie Hauptbestandteil der Makrofauna der Streu- und Humusschicht. Sie sind besonders mannigfaltig und zahlreich in feuchten Lebensräumen, am Rande verschiedener Gewässer (Spülsaum), einschließlich kalter oder salziger (Gezeitenzone der Meeresstrände) (halophil/halobiont). Tiefere Bodenschichten bewohnende Arten haben zurückgebildete Augen und sind flugunfähig. Kurzflügler sind im Gegensatz zu einigen anderen Käfern eine strikt terrestrische Gruppe, die keine wirklich aquatische Art besitzt.
Staphylinidae sind weltweit verteilt. Obwohl die Vielfalt dieser Familie ihren Gipfel in tropischen oder mäßig feuchten Gebieten aller Kontinente hat, sind die Käfer auch in weniger günstigen Bereichen ziemlich verbreitet. Schließlich sind sie eine der wenigen wirbellosen Gruppen, die in der Lage sind, äußerste Lebensräume wie Wüsten, große Höhen im Gebirge oder hohe Breiten (polnah) der Erde zu besiedeln.

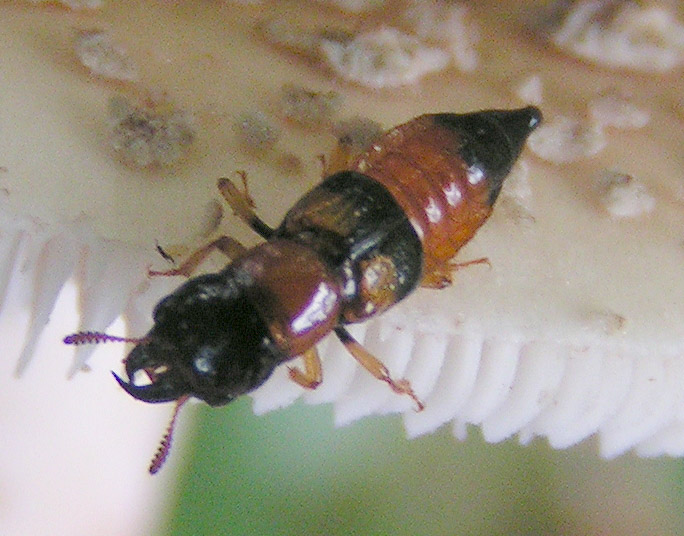
Oxyporus rufus, dessen Larven sich von Blätterpilzen ernähren

Soweit bekannt, treten Larven normalerweise mit erwachsenen Tieren vergesellschaftet auf, wobei die Ernährungsgewohnheiten der Larven im Allgemeinen die Gleichen wie jene der geschlechtsreifen sind. Die meisten Kurzflügler sind in ihren Ernährungsgewohnheiten räuberisch (carnivor), aber einige von ihnen ernähren sich von Pilzen (mycetophag), von verwesten tierischen und pflanzlichen Stoffen (saprophag) und seltener von Pflanzen (Pollen, Blütenteile) (phytophag). Auch parasitieren Larven einiger Arten an den Puppen innerhalb der Puppentönnchen (Puparium) von Fliegen. Manche Arten leben nur in Nestern von Vögeln und Säugetieren.
Nicht wenige Kurzflüglerarten wohnen ausschließlich in Wespen-, Ameisen- oder Termitennestern (Myrmecophilie), teilweise dort, von den Ameisen als Nestangehörige behandelt, ihre gesamte Entwicklung durchlaufend.
Die Beziehungen zwischen den Käfern und ihren Ameisen-Wirten sind mannigfach und faszinierend: Einige Arten machen Jagd auf die Wirtstiere, andere fressen das Aas im Nest oder dezimieren Ameisenbrut und wieder andere veranlassen ihren Wirt Nahrung für sie hervorzuwürgen. Die Käferlarven werden von den Wirtsameisen intensiver gepflegt und gefüttert als deren eigene Larven, sie täuschen den Wirt durch intensives Imitieren der Bettelbewegungen und durch einen über Hautdrüsen abgesonderten, Brutpflegeverhalten auslösenden Stoff (Insektenpheromone). Käferlarven sind somit starke Nahrungskonkurrenten für die Ameisenbrut.
Viele Arten (insbesondere der Tropen) haben besonders perfekte Anpassungen entwickelt. Ihr Körper weist oftmals eine weitgehende Körperumkonstruktion auf.
Andere ziehen als Wandergäste auf Jagdzügen mit dem Ameisenheer in der Nachhut – oder wie die meist symphilen Formen (also die sekretspendenden "Züchtungsprodukte" jener Ameisen), deren eigens ausgebildete Haftapparate an den Füßen dafür sorgen, dass diese Kurzflügler auf Kopf oder Rücken der Ameisen sitzend deren Beutezüge begleiten können.

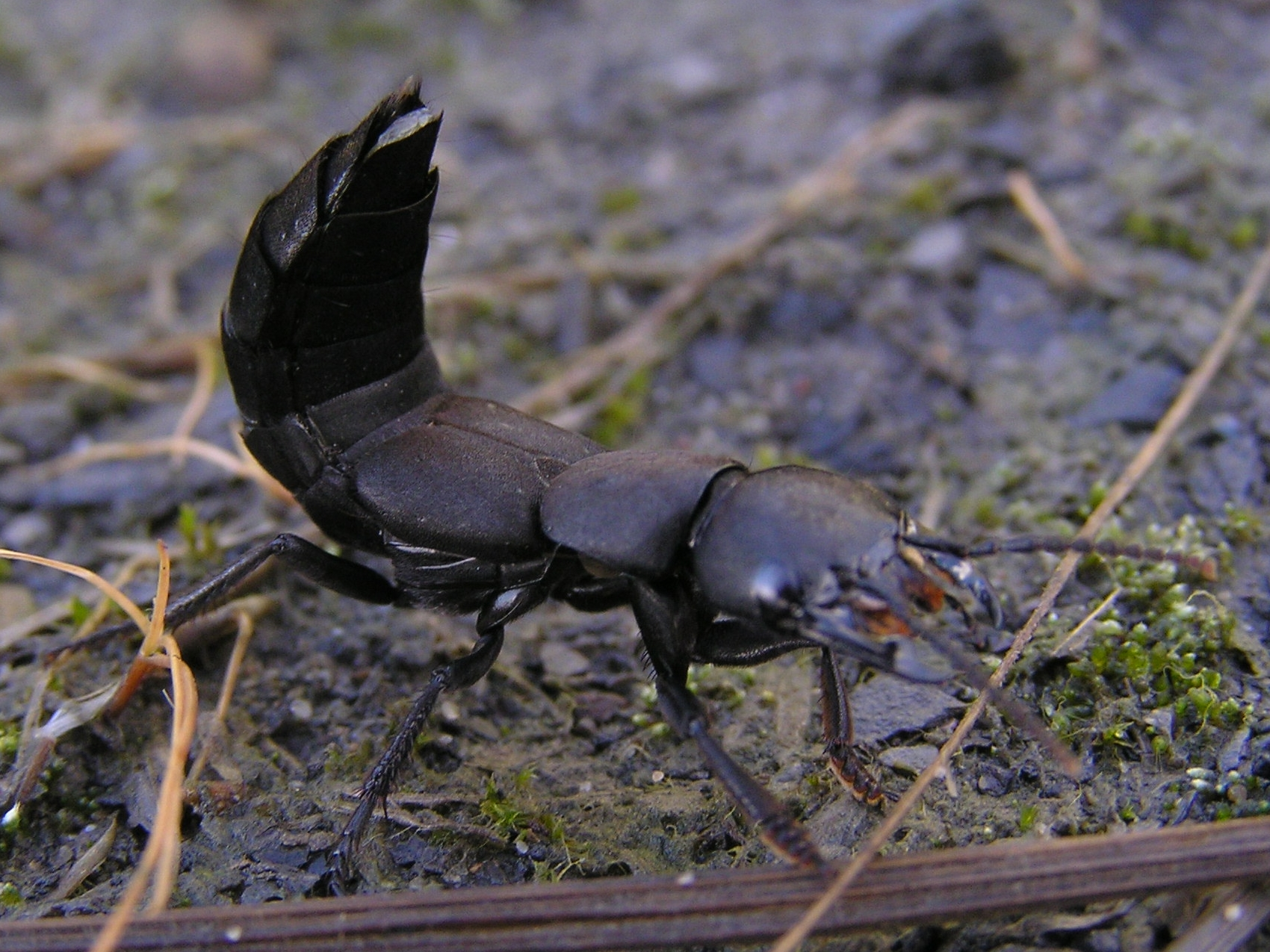
Schwarzer Moderkäfer Ocypus olens, Wehrstellung mit angehobenem Hinterleib

Fast alle Arten sind mit ein bis zwei Paaren oft sehr großer, sich im Hinterleib befindender Wehrdrüsen ausgestattet. Die synthetisierten Wehrstoffe sind von mannigfacher Art und werden bei Störung, oft verbunden mit gleichzeitigem Heben des Abdomens, ausgespritzt oder tröpfchenweise abgegeben. Die Körpersäfte bestimmter Kurzflüglerarten enthalten mehrere giftige Amine. Gelangen diese nach dem Zerquetschen der Tiere auf die Haut, kann es zu Blasenbildung und Ausschlägen kommen.
Diese Eigenschaften in Kombination mit einem großen Fortpflanzungspotenzial und anderen hochentwickelten Merkmalen machen die Kurzflügler zu einer evolutionär sehr erfolgreichen Tiergruppe.

## Fossilien
Es ist von pleistozänen fossilen Staphylinidae aus Torfmooren in nordöstlichem Nordamerika und aus Europa berichtet worden. Sie scheinen rezenten Gattungen zuzugehören und helfen, die frühere Verteilung einiger heutiger Arten aufzuzeigen.
Tertiäre Fossilien wurden im Baltischen Bernstein (Eozän), Dominikanischen Bernstein (Eozän bis Miozän) und in Schiefern in den USA (Colorado), Frankreich und Deutschland gefunden. Auch in Ablagerungen aus dem Zeitraum mittlere Kreidezeit – unterer Jura wurden in Eurasien Fossilien gefunden. Aus der Kreide auch Einschlüsse in Libanon-Bernstein (Unterkreide) und in Sibrischem Bernstein (Oberkreide). Die meisten fossilen Arten ähneln Species moderner Unterfamilien. Die ältesten nachgewiesenen Staphyliniden fand man in Schichten aus der oberen Trias (vor ca. 220 Mill. Jahren) in den USA (Virginia).
Die genauere systematische Zuordnung der fossilen Tiere bis zur Artebene ist sehr schwierig, weil die dafür notwendige Feinuntersuchung der Genitalien bei Versteinerungen und Einschlüssen (Inklusen) so nicht möglich ist.

## Wirtschaftliche und bodenbiologische Bedeutung
Einige Arten sind gelegentlich an Erdbeeren und Obstbäumen schädlich, doch ist ihre Bedeutung gewiss nicht geringer als die anderer räuberischer Käfer (Laufkäfer) einzuschätzen, weil sie Puppen und Kokons forstlicher und landwirtschaftlicher Schadinsekten dezimieren, Borkenkäfern und Fliegenmaden nachstellen und weil sie als Moder- und Humusfresser für die Pflanzenernährung aufschließbare Bestandteile den Bodenschichten zuführen.

## Systematik
Die Familie der Kurzflügler umfasst derzeit 31 Unterfamilien:
- Unterfamilie Aleocharinae
- Unterfamilie Apateticinae
- Unterfamilie Moosschimmelkäfer (Dasycerinae)
- Unterfamilie Euaesthetinae
- Unterfamilie Glypholomatinae
- Unterfamilie Habrocerinae
- Unterfamilie Leptotyphlinae
- Unterfamilie Megalopsidiinae
- Unterfamilie Micropeplinae
- Unterfamilie Microsilphinae
- Unterfamilie Neophoninae
- Unterfamilie Olisthaerinae
- Unterfamilie Omaliinae
- Unterfamilie Osoriinae
- Unterfamilie Oxytelinae
- Unterfamilie Oxyporinae
- Unterfamilie Paederinae
- Unterfamilie Phloeocharinae
- Unterfamilie Piestinae
- Unterfamilie Proteininae
- Unterfamilie Protopselaphinae
- Unterfamilie Pselaphinae
- Unterfamilie Pseudopsinae
- Unterfamilie Kahnkäfer (Scaphidiinae)
- Unterfamilie Ameisenkäfer (Scydmaeninae)
- Unterfamilie Solierinae
- Unterfamilie Staphylininae
- Unterfamilie Steninae
- Unterfamilie Tachyporinae
- Unterfamilie Trichophyinae
- Unterfamilie Trigonurinae

## Gattungen und Arten (Auswahl) nach Unterfamilien geordnet
- Aleocharinae
  - Austrospirachtha (A. carrijoi)
  - Leptusa (L. ruficollis)
  - Pella (P. limbata)
- Euaesthetinae
  - Euaesthetus
- Omaliinae
  - Anthobium (A. atrocephalum)
  - Anthophagus (A. caraboides)
  - Geodromicus
  - Hypopycna (H. rufula)
  - Phloeonomus (P. pusillus)
- Oxyporinae
  - Oxyporus (O. rufus)
- Oxytelinae
  - Anotylus (A. tetracarinatus)
  - Bledius (B. spectabilis)
  - Carpelimus (C. elongatulus)
  - Coprophilus (C. striatulus)
  - Manda (M. mandibularis)
  - Oxytelus (O. sculptus)
  - Syntomium
- Paederinae
  - Lathrobium
  - Lithocharis
  - Medon
  - Paederus (P. littoralis)
  - Rugilus (R. rufipes)
  - Scopaeus
  - Sunius (S. melanocephalus)
- Pselaphinae
  - Claviger (C. longicornis)
  - Colilodion (C. schulzi)
- Scaphidiinae
  - Caryoscapha (C. limbata)
  - Scaphidium (S. quadrimaculatum)
  - Scaphisoma (S. agaricinum, S. assimile, S. boleti, S. subalpinum)
  - Scaphium (S. immaculatum)
- Staphylininae
  - Creophilus (C. maxillosus)
  - Darwinilus (D. sedarisi)
  - Emus (E. hirtus)
  - Leptacinus
  - Ocypus (O. aeneocephalus, O. nitens, O. olens, O. ophthalmicus, O. tenebricosus)
  - Ontholestes (O. cingulatus, O. haroldi, O. murinus, O. tessellatus)
  - Othius (O. punctulatus)
  - Philonthus (P. decorus)
  - Platydracus (P. stercorarius)
  - Quedius (Q. lateralis, Q. molochinus, Q. nigriceps, Q. semiaeneus)
  - Staphylinus (S. caesareus)
  - Velleius (V. dilatatus)
  - Xantholinus
- Tachyporinae
  - Mycetoporus (M. nigricollis)
  - Sepedophilus (S. marshami)
  - Tachinus (T. corticinus)
  - Tachyporus (T. hypnorum, T. obtusus)